# Freemind
Freemind   é programa de Software Livre para criar Mapa mental. É um programa escrito em Java. FreeMind é licenciado sob a GNU General Public License Version 2. Ele possui larga capacidade de exportação. É possível rodá-lo no Microsoft Windows, Linux e macOS através do Java Runtime Environment.
Tal como outros softwares de mapeamento mental, o Freemind permite que o usuário edite uma série de ideias centradas num determinado conceito. A abordagem não linear permite o brainstorming de novas ideias e projetos, com a expansão do mapa mental.  Enquanto um programa escrito em Java, o FreeMind pode ser utilizado em diversas plataformas mantendo a mesma interface de usuário entre elas. Os usuários Mac podem perceber a maior diferença, frente à interface que estão acostumados, porém um avaliador da MacWorld aponta que os recursos do programa ainda devem apelar àqueles usuários que aceitam a concepção de supremacia da função sobre a forma.

## Funcionalidades
A documentação do programa, em si mesmo, está disponível enquanto um mapa mental, demonstrando as diversas funções do FreeMind. Este é acessível pelo menu do programa: Help > Documentation.
As funções mais notáveis do FreeMind são as seguintes:
- Ramos dobráveis
- Salvamento em arquivos XML—no formato mm
- Exportação como hipertexto em HTML e XHTML
- Exportação como documento em PDF e OpenDocument
- Exportação como imagem em PNG, JPEG e SVG
- Ícones em nós
- Nuvens arredor de ramos
- Ligações gráficas conectando nós
- Restrição de pesquisa em um só ramo
- Hiperlinks para internet e arquivos a partir de nós
- Navegador/reprodutor FreeMind browser/player para a internet em Java ou Flash
- Transformação de mapas usando XSLT